# Marcel Dupré

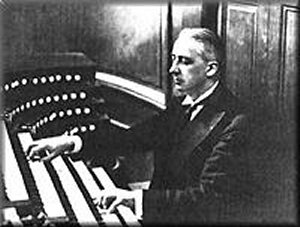
Marcel Dupré

Marcel Jean Jules Dupré /maʁˈsɛl dyˈpʁe/ (Rouen, 3 maggio 1886 – Meudon, 30 maggio 1971) è stato un organista, pianista, compositore e didatta francese.

## Biografia
Marcel Dupré nacque a Rouen, in Normandia. Cresciuto in una famiglia di musicisti, fu bambino prodigio. Suo padre Albert Dupré fu organista a Rouen. Marcel entrò nel Conservatorio di Parigi nel 1904 e vinse nel 1914 il Grand Prix de Rome con la cantata Psyché; nel 1926 fu nominato professore di organo, esecuzione e improvvisazione al Conservatorio di Parigi, posizione che tenne fino al 1954.
Dupré divenne famoso per l'esecuzione di più di 2000 concerti d'organo in tutta l'Australia, gli Stati Uniti, il Canada e l'Europa, e va menzionata una serie di 10 concerti nei quali eseguì l'opera omnia organistica di Johann Sebastian Bach, nel 1920 al Conservatorio di Parigi e nel 1921 al Palazzo del Trocadéro, suonando interamente a memoria. La sponsorizzazione di un tour transcontinentale per l'America ed i concerti sul monumentale organo del grande magazzino di John Wanamaker, sul quale improvvisò quella che sarebbe diventata la Symphonie-Passion, inserirono il suo nome sulla scena mondiale.
Nel 1934 succedette a Charles-Marie Widor come organista titolare alla Chiesa di Saint-Sulpice a Parigi, una posizione che tenne fino alla morte nel 1971.
Tra il 1947 e il 1954, fu direttore del Conservatorio Americano (Fontainebleau Schools), che occupa l'ala Luigi XV del Castello di Fontainebleau vicino a Parigi. Nel 1954, Dupré succedette a Claude Delvincourt come direttore del Conservatorio di Parigi, dove rimase fino al 1956. Morì nel 1971 all'età di 85 anni a Meudon (vicino a Parigi)  nel pomeriggio del 30 maggio (Pentecoste) dopo aver suonato la messa al mattino a Saint-Sulpice dove era titolare.
Come compositore produsse opere a largo raggio arrivando a 65 numeri d'opus, e fu insegnante di due generazioni di famosi organisti come Jehan Alain, Marie-Claire Alain, Pierre Cochereau, Jeanne Demessieux, Rolande Falcinelli, Jean Guillou, Jean Langlais, Olivier Messiaen, Luigi Ferdinando Tagliavini e Leopoldo La Rosa per nominarne solo alcuni. A parte alcune opere di carattere didattico per aspiranti organisti (come i 79 chorales op. 28, con i quali il compositore intese riprendere la filosofia che Johann Sebastian Bach volle dare al suo Orgelbüchlein) il grado delle musiche di Dupré per organo va dal moderatamente all'estremamente difficoltoso, e alcune di esse richiedono tecniche pressappoco impossibili all'esecutore (ad es. Évocation op. 37, Suite, op. 39, Deux esquisses op. 41, Vision op. 44).
Le sue composizioni più sentite e registrate provengono dai primi anni della sua carriera. Durante questo tempo egli scrisse i Trois préludes et fugues, Op. 7 (1914); il primo e il terzo preludio (in particolare quello in sol minore con i suoi velocissimi accordi coi pedali e le armonie) sono stati ritenuti ineseguibili, parere tra l'altro condiviso anche dal suo predecessore a Saint-Sulpice, Charles-Marie Widor. Infatti, Dupré fu (assieme a Léonce de Saint-Martin) l'unico organista capace di eseguirli fino a tempi recenti, a causa della loro estrema complessità.
In molti modi Dupré può essere visto come un Paganini dell'organo - essendo un virtuoso di massimo ordine - egli contribuì estensivamente allo sviluppo della tecnica (sia nella sua musica per organo che nei suoi lavori pedagogici) sebbene, come Paganini, la sua musica sia praticamente sconosciuta ai musicisti che non praticano gli strumenti per i quali le partiture sono scritte. Una giusta e obiettiva critica della sua musica deve tener conto del fatto che, occasionalmente, l'enfasi sulla virtuosità e tecnica può essere dannosa al contenuto musicale e alla sostanza. Comunque, il suo lavoro di maggior successo combina la virtuosità con un alto grado di integrità musicale, qualità trovate in lavori come Symphonie-Passion, Chemin de la Croix, Préludes et fugues, Esquisses, Variations sur un Noël, Évocation, e Cortège et litanie.
Dupré preparò le edizioni per lo studio di opere di Bach, Händel, Mozart, Liszt, Mendelssohn, Schumann, César Franck, e Alexander Glazunov. Scrisse anche un metodo per organo (1927), 2 trattati sull'improvvisazione all'organo (1926 e 1937), e libri sull'analisi armonica (1936), contrappunto (1938), fuga (1938), e accompagnamento del canto gregoriano (1937), in aggiunta saggistica sulla costruzione di organi, acustica, e filosofia della musica. Come improvvisatore, Dupré eccelse come forse nessun altro fece durante il XX secolo, e fu capace di prendere un dato tema e spontaneamente tessere una intera sinfonia attorno ad esso, spesso con elaborati contrappunti inclusa la fuga. Il successo di queste imprese fu parzialmente dovuto al suo insuperato genio e parzialmente al suo duro lavoro facendo esercizi scritti quando non era occupato nella pratica e nella composizione.
Anche se come compositore l'enfasi va sull'organo, il catalogo di composizioni musicali include anche lavori per pianoforte, orchestra e coro; ha composto anche musica da camera. Alcuni lavori inizialmente pubblicati da H.W. Gray e oggi fuori stampa hanno iniziato a essere ripubblicati da Crescendo Music Publications.

## Composizioni

### Tutte le opere con numero d'opus
- Op. 1 – Les Normands per coro e orchestra (1911)
- Op. 2 – Élévation in si bemolle maggiore per organo o armonio (1912)
- Op. 3 – Le glaive per soprano e orchestra (1914)
- Op. 4 – Psyché per voce e orchestra (1914)
- Op. 5 – Sonate en sol mineur per violino e pianoforte (1909)
- Op. 6 – Quatre mélodies per voce e pianoforte (1913)
- Op. 7 – Trois préludes et fugues per organo (1912): n. 1 in si maggiore, n. 2 in fa minore, n. 3 in sol minore
- Op. 8 – Fantaisie en si mineur per pianoforte e orchestra (1912)
- Op. 9  – Quatre motets per voce e due organi (1916): O salutaris hostia – Ave Maria – Tantum ergo – Laudate
- Op. 10 – Deux pièces per clarinetto e pianoforte (1917)
- Op. 11 – À l'amie perdue, sette melodie sul poema di Auguste Angellier, per voce e pianoforte (1911)
- Op. 12 – Six préludes per pianoforte (1916)
- Op. 13 – Deux pièces per violoncello e pianoforte (1916)
- Op. 14 – Marche militaire per pianoforte (1915); versione per orchestra
- Op. 15 – Orientale per orchestra (1916)
- Op. 16 – Scherzo per organo (1919)
- Op. 17 – De profundis per solisti, coro e orchestra (1917)
- Op. 18 – Quinze pièces pour les vêpres du commun per organo (1919)
- Op. 19 – n. 1 Quatre pièces per pianoforte (1921)
- Op. 19 – n. 2 Cortège et litanie per organo e orchestra (1925) ; versione per solo organo (1923)
- Op. 20 – Variations sur un noël per organo (1922)
- Op. 21 – Suite Bretonne per organo (1923): Berceuse – Fileuse – Les Cloches de Perros-Guirec
- Op. 22 – Variations en do dièse mineur per pianoforte (1924)
- Op. 23 – Symphonie-Passion per organo (1924): Le monde dans l'attente du Sauveur – Nativité – Crucifixion – Résurrection
- Op. 24 – Lamento per organo (1926)
- Op. 25 – Symphonie en sol mineur per organo e orchestra (1927)
- Op. 26 – Deuxième symphonie per organo (1929): Preludio – Intermezzo – Toccata
- Op. 27 – Sept pièces per organo (1931): Souvenir – Marche – Pastorale – Carillon – Canon – Légende – Final
- Op. 28 – 79 chorals per organo (1931)
- Op. 29 – Le chemin de la croix per organo (1931)
- Op. 30 – Ballade per organo e pianoforte (1932)
- Op. 31 – Concerto en mi mineur per organo e orchestra (1934)
- Op. 32 – Trois élévations per organo (1935): n. 1 in mi maggiore, n. 2 in la minore , n. 3 in sol maggiore
- Op. 33 – Poème héroïque per organo, ottoni e percussioni (1935); versione per organo solo
- Op. 34 – n. 1 Ave verum per solisti, coro, organo e orchestra (1917)
- Op. 34 – n. 2 Angélus per organo (1936)
- Op. 35 – Variations sur deux thèmes per organo e pianoforte (1937)
- Op. 36 – Trois préludes et fugues per organo (1938): n. 1 in mi minore, n. 2 in la bemolle maggiore, n. 3 in do maggiore
- Op. 37 – Évocation, poema sinfonico per organo (1941): I. Moderato – II. Adagio con tenerezza – III. Allegro deciso
- Op. 38 – Le tombeau de Titelouze per organo (1942)
- Op. 39 – Suite per organo (1944): Allegro agitato – Cantabile – Scherzando – Final
- Op. 40 – Offrande à la Vierge per organo (1944): Virgo mater – Mater dolorosa – Virgo mediatrix
- Op. 41 – Trois esquisses per organo (1945): n.1 in do maggiore, n. 2 in mi minore, n. 3 in si bemolle minore
- Op. 42 – Sinfonia per organo e pianoforte (1946)
- Op. 43 – Paraphrase sur le Te Deum per organo (1945)
- Op. 44 – Vision, poema sinfonico per organo (1947)
- Op. 45 – Huit petits préludes sur des thèmes grégoriens per organo (1948)
- Op. 46 – Miserere mei per organo (1948)
- Op. 47 – Psaume XVIII poema sinfonico per organo (1949)
- Op. 48 – Six antiennes pour le temps de Noël per organo (1952): Ecce Dominus veniet – Omnipotens sermo tuus – Tecum principium – Germinavit radix Jesse – Stella ista – Lumen ad revelationem
- Op. 49 – La France au calvaire, oratorio per solisti, coro, organo e orchestra (1953)
- Op. 50 – 24 inventions per organo (1956)
- Op. 51 – Triptyque per organo (1957): Chaconne – Musette – Dithyrambe
- Op. 52 – Quatuor per violino, alto, violoncello e organo (1958)
- Op. 53 – Deux motets per soprano e coro (1958): Memorare, o piissima Virgo – Alma redemptoris Mater
- Op. 54 – Nymphéas per organo (1959): Rayons – Brumes – Les Fleurs – Temps Lourds – Brises – Nocturne – Aube – Vapeurs dorées (inedito, composto per l'organo di Meudon)
- Op. 55 – Trio per violino, violoncello e organo (1960)
- Op. 56 – Annonciation, due meditazioni per organo (1961)
- Op. 57 – Choral et fugue per organo (1962)
- Op. 58 – Trois hymnes per organo (1963): Matines – Vêpres – Laudes
- Op. 59 – Deux chorals per organo (1963): Freu dich sehr, o meine Seele – Liebster Immanuel, Herzog der Frommen
- Op. 60 – Sonate en la mineur per violoncello e organo (1964)
- Op. 61 – In Memoriam, sei pezzi per organo «à ma fille» (Marguerite) (1965): Prélude – Allegretto – Méditation – Quodlibet – Ricercare – Postlude
- Op. 62 – Entrée, canzona et sortie per organo (1967)
- Op. 63 – Quatre fugues modales per organo (1968): Dorien – Phrygien – Locrien - Ionien
- Op. 64 – Regina coeli per organo (1969)
- Op. 65 – Vitrail per organo (1969)
- Op. 65 bis – Souvenir per organo (1965)

### Le opere senza numero d'opus
- Prière en sol majeurper organo (1895)
- Fugue en do majeur per organo (1895)
- La fleur per voce e pianoforte (1897)
- Oudlette dans le puits per voce e pianoforte (1898)
- Menuet per pianoforte, violino e violoncello (1898)
- Marche des paysans per pianoforte (1898)
- Barcarolle per pianoforte (1899)
- Canon per pianoforte (1899)
- Danse du tambourin per pianoforte (1899)
- Valse en do dièse mineur per pianoforte (1900)
- Fugue en fa majeur (1900)
- Fugue en la mineur per organo (1901)
- Sonate (allegro) en do majeur, trio (1901)
- Le songe de Jacob, cantata (1901)
- Pièce caractéristique per pianoforte (1902)
- Berceuse enfantine per violoncello e pianoforte (1916)
- Mélodies : Marquise, Les deux sœurs, Deux chansons de Bilitis (1943)
- Épithalame per organo (1948)
- Variations sur «Il est né le divin Enfant» per organo (1948)
- Méditation per organo (1966)
- Résonances per organo e orchestra (?)

### Organo solista
- Élévation op. 2 (1911?) per organo o armonio
- Trois préludes et fugues op. 7 (1912)
- Scherzo op. 16 (1919)
- Quinze pièces pour les vêpres du commun op. 18 (1920)
- Cortège et litanie op. 19 n. 2 (1921)
- Variations sur un noël op. 20 (1922)
- Suite Bretonne op. 21 (1923)
- Symphonie-Passion op. 23 (1924)
- Lamento op. 24 (1926)
- Deuxième symphonie op. 26 (1929)
- Sept pièces op. 27 (1931)
- 79 chorals op. 28 (1931)
- Le chemin de la croix op. 29 (1931)
- Trois élévations op. 32 (1935)
- Angélus op. 34 n. 1 (1936)
- Trois Préludes et Fugues op. 36 (1938)
- Évocation op. 37 (1941)
- Le tombeau de Titelouze op. 38 (1942)
- Suite op. 39 (1944)
- Offrande à la Vierge op. 40 (1944)
- Trois esquisses op. 41 (1945)
- Paraphrase sur le Te Deum op. 43 (1945)
- Vision op. 44 (1947)
- Huit petits préludes sur des thèmes grégoriens op. 45 (1948)
- Épithalame (senza opus, 1948)
- Miserere mei op. 46 (1948)
- Psaume XVIII op. 47 (1949)
- Six antiennes pour le temps de Noël op. 48 (1952)
- 24 inventions op. 50 (1956)
- Triptyque op. 51 (1957)
- Nymphéas op. 54 (1959)
- Annonciation  op. 56 (1961)
- Choral et fugue op. 57 (1962)
- Trois hymnes op. 58 (1963)
- 2 chorales op. 59 (1963)
- In memoriam op. 61 (1965)
- Méditation sans opus (1966)
- Entrée, canzona et sortie op. 62 (1967)
- Quatre fugues modales op. 63 (1968)
- Regina coeli op. 64 (1969)
- Vitrail op. 65 (1969)

### Opere didattiche
- Traité d'improvisation à l'orgue (1926)
- Méthode d'orgue (1927)
- Cours d'harmonie analytique (1936)
- Données élémentaires d'acoustique (1937)
- Exercices préparatoires à l'improvisation libre (1937)
- Manuel d'accompagnement du plain-chant grégorien (1937)
- Cours de contrepoint (1938)
- Cours de fugue (1918)